# Đại học Nhân dân Trung Quốc

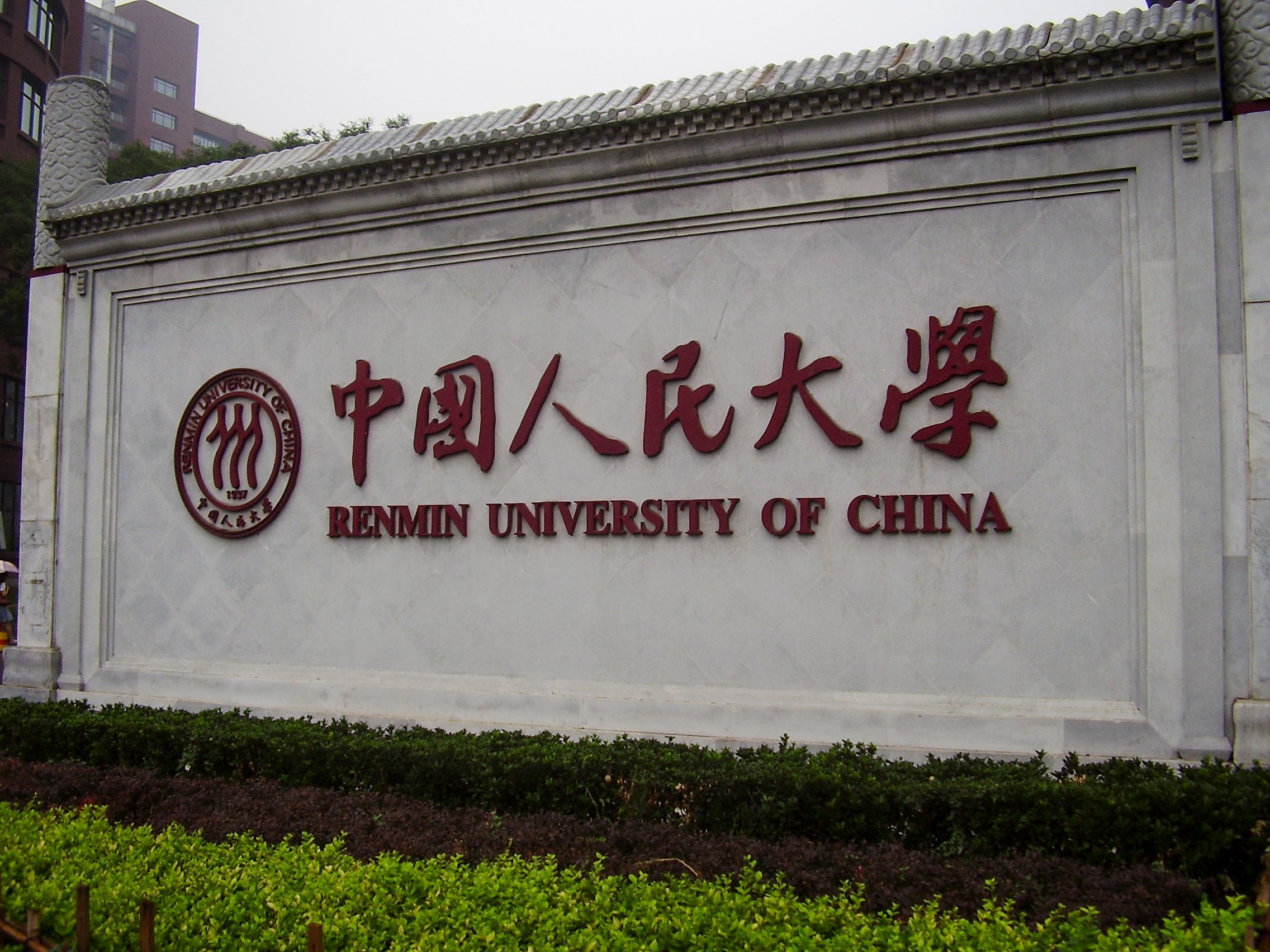
Cổng vào trường Đại học Nhân dân

Đại học Nhân dân Trung Quốc (RUC; tiếng Trung: 中国人民大学) là một trường đại học công lập trọng điểm quốc gia tại Bắc Kinh, Trung Quốc. Trường có liên kết với Bộ Giáo dục và được đồng tài trợ bởi Bộ và Ủy ban Nhân dân Thành phố Bắc Kinh.
RUC được chỉ định là một trường Đại học Lớp A thuộc Đề án Song Nhất Lưu (tiếng trung: 双一流). Ngoài ra, trường cũng được tài trợ bởi Đề án 985 và Đề án 211, và được xem là trường đại học danh giá nhất về nghệ thuật, nhân văn và khoa học xã hội tại Trung Quốc. Trường là thành viên của Mạng lưới Đại học Toàn cầu (WUN), Hội đồng Đại học Quốc tế Châu Á - Thái Bình Dương (APAIE) và Liên minh Đại học Bắc Kinh - Hồng Kông.
Theo Bảng xếp hạng Đại học thế giới năm 2021, Trường Đại học Nhân dân Trung Quốc đã xếp hạng trong top 40 trên thế giới về triết học, top 51 về nghiên cứu pháp luật,  top 80 về các chuyên ngành "Khoa học và Quản lý xã hội" và top 100 về các chuyên ngành liên quan đến "Nghệ thuật và Nhân văn học". Đáng chú ý, tờ Financial Times cũng xếp Trường Kinh doanh Nhân dân vào danh sách 50 trường kinh doanh hàng đầu trên thế giới. Trong đó, chương trình MBA toàn cầu của trường được xếp hạng 38,  chương trình Executive MBA xếp hạng 43  và chương trình Giáo dục Quản lý cấp cao của trường đứng hạng 11 trên thế giới (cao nhất ở châu Á).

## Lịch sử
Trường Đại học Nhân Dân Trung Quốc có nguồn gốc từ Trường Công lập Bắc Thiểm Tây (giản thể: 陕北公学; phồn thể: 陝北公學; bính âm: Shǎnběi Gōngxué), được thành lập vào năm 1937 bởi Đảng Cộng sản Trung Quốc "nhằm đào tạo hàng trăm nghìn cán bộ cách mạng để đáp ứng nhu cầu của Chiến tranh kháng Nhật" Sau này, trường được đổi tên thành Đại học Liên hiệp Bắc Kinh và Đại học Bắc Kinh. 
Năm 1950, một số cơ sở giáo dục đã được hợp nhất để thành lập Đại học Nhân dân Trung Quốc. Vào năm 1954, Đại học Nhân dân Trung Quốc được xác định là một trong sáu trường đại học trọng điểm quốc gia của Trung Quốc, trở thành trường đại học trọng điểm quốc gia trẻ tuổi nhất tại thời điểm đó.
Ngô Ngọc Trương, Thành Phùng Ngô, Quách Anh Tều, Viên Bảo Hoa, Hoàng Đạt, Lý Văn Hải, Kỷ Bảo Thành và Trần Vũ Lộ  đã lần lượt giữ vị trí Hiệu trưởng của trường. Tính đến  năm 2022, Hiệu trưởng hiện tại của trường là Lâm Thượng Lập.

## Hiện tại

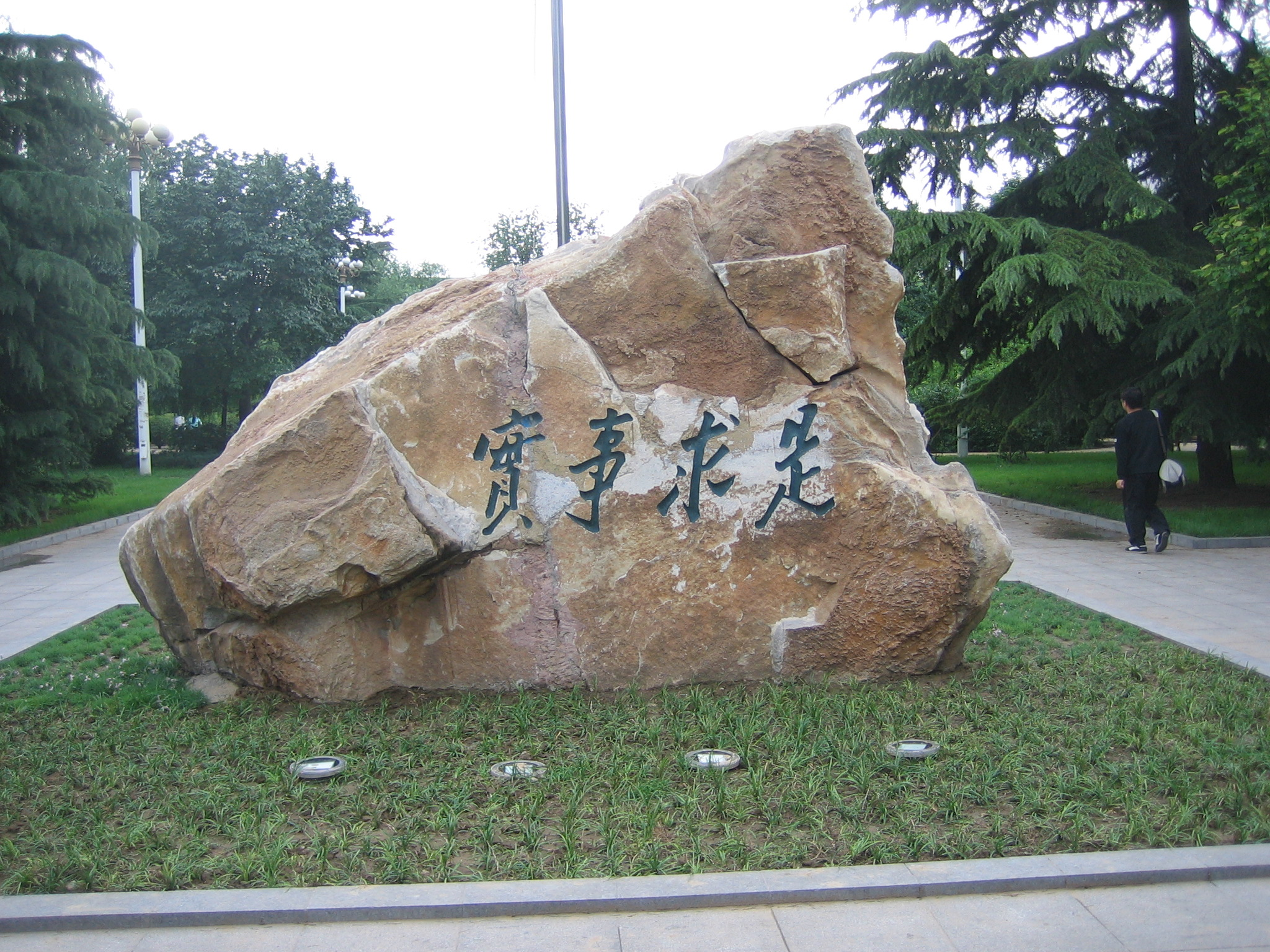
Tảng đá được khắc khẩu hiệu của trường "Thật sự cầu thị" (实事求是)

Hiện nay, Đại học Nhân dân Trung Quốc bao gồm 25 trường, 13 viện nghiên cứu và trường sau đại học, cung cấp 63 chương trình đào tạo cho sinh viên đại học, 8 chương trình cho sinh viên đạt bằng thứ hai cử nhân, 149 chương trình cho sinh viên thạc sĩ, 100 chương trình cho sinh viên tiến sĩ và 33 chuyên ngành trọng điểm quốc gia.
Thư viện của trường hiện có 2,5 triệu quyển sách và được Bộ Giáo dục công nhận là Trung tâm Thông tin Văn học Nghệ thuật. Tòa nhà thư viện mới được khánh thành vào nửa sau năm 2011. Nhà xuất bản Đại học Nhân dân Trung Quốc là một trong những nhà xuất bản nổi tiếng nhất và là nhà xuất bản đầu tiên của một trường đại học tại Trung Quốc, đã xuất bản một số lượng lớn các tác phẩm học thuật về nhân văn và khoa học xã hội. Thư viện của trường có tổng diện tích 26.000 mét vuông, gồm 15 phòng đọc và một phòng Kinh tế học, với hơn 2.000 chỗ ngồi.
Đại học Nhân dân Trung Quốc đã thiết lập quan hệ đối tác với 125 trường đại học và cơ sở nghiên cứu của 32 quốc gia và vùng lãnh thổ, điều này cho phép trường trở thành trung tâm giao lưu văn hóa và học thuật giữa Trung Quốc và các nước ngoài.

## Các trường và khoa trực thuộc
- Trường Nông nghiệp kinh tế và Phát triển Nông thôn[25]
- Trường Nghệ thuật
- Trường Kinh doanh
- Trường Văn học ngôn ngữ Trung Quốc
- Trường Giáo dục thường xuyên
- Trường Kinh tế
- Trường Giáo dục[26]
- Trường Môi trường và Tài nguyên thiên nhiên
- Trường Tài chính
- Trường Ngoại ngữ[27]
  - Bộ môn Ngoại ngữ Tiếng Anh
  - Bộ môn Ngoại ngữ Tiếng Pháp
  - Bộ môn Ngoại ngữ Tiếng Đức
  - Bộ môn Ngoại ngữ Tiếng Nhật
  - Bộ môn Ngoại ngữ Tiếng Nga
  - Bộ môn Ngoại ngữ Tiếng Tây Ban Nha
- Trường Lịch sử
- Trường Thông tin
- Trường Quản lý tài nguyên thông tin
- Trường Ngoại giao học
  - Bộ môn Chính trị quốc tế
  - Bộ môn Ngoại giao
  - Bộ môn Chính trị
- Trường Báo chí
- Trường Nhân lực và Quản trị nhân sự
- Trường Luật[28]
- Trường Văn học
- Trường Nghiên cứu chủ nghĩa Marx[29]
- Trường Giảng dạy Tiếng Trung Quốc như Ngoại ngữ
- Trường Triết học[30]
- Trường Quản lý hành chính công vụ
- Trường Thống kê
- Trường Xã hội học và Nghiên cứu Dân số[31]
  - Bộ môn Xã hội học
  - Bộ môn Công tác xã hội
  - Bộ môn Dân số học
- Trường Khoa học
  - Bộ môn Vật lý
  - Bộ môn Hóa học
  - Bộ môn Tâm lý học
- Viện Lịch sử nhà Thanh
- Viện Việt - Pháp.

### Trung tâm Phát triển Nông thôn thuộc Đại học Nhân dân
Trung tâm Phát triển nông thôn thuộc Đại học Nhân dân thành lập vào năm 2005 và có trụ sở tại Bắc Kinh. Sứ mệnh chính của trung tâm là khám phá lý thuyết và thực tiễn về tái thiết nông thôn. Ngoài ra, trung tâm còn tham gia đấu tranh cho thương mại công bằng, phối hợp các hoạt động năng lượng xanh đô thị và nông thôn cũng như khuyến khích giáo dục công bằng.

### Viện Nghiên cứu Tài chính Trùng Cửu
Viện Nghiên cứu Tài chính Trùng Cửu là trung tâm tư vấn chiến lược liên kết với Đại học Nhân dân. Các cộng tác viên bao gồm Vijay Prashad và John Ross. Giám đốc điều hành của Viện là Vương Văn.
Năm 2022, Vương Văn đã thăm bán đảo Crimea, nơi bị Nga sáp nhập trong cuộc xâm lược Ukraine năm 2022. Những bài viết của ông bị mô tả là làm biến tướng việc Nga sáp nhập Crimea.
Năm 2021, một báo cáo chung giữa Viện Taihe, Viện Intellisia và Viện Nghiên cứu Tài chính Trùng Cửu đã chỉ ra những khuyết điểm được cho là của Hoa Kỳ trong việc ứng phó với đại dịch Covid-19.

## Khuôn viên

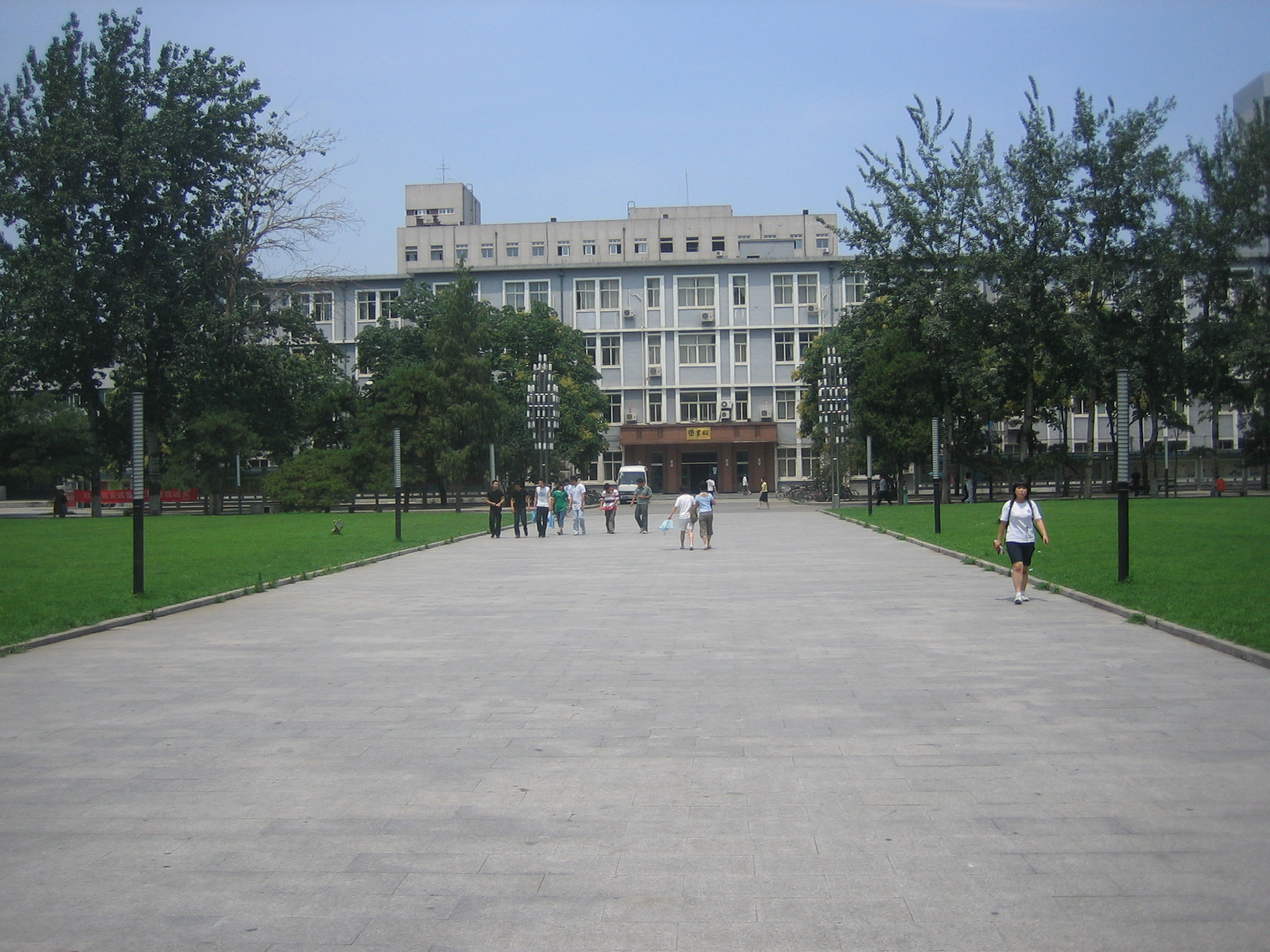
Sân tứ giác phía trước Nhà Giảng đường số 2.

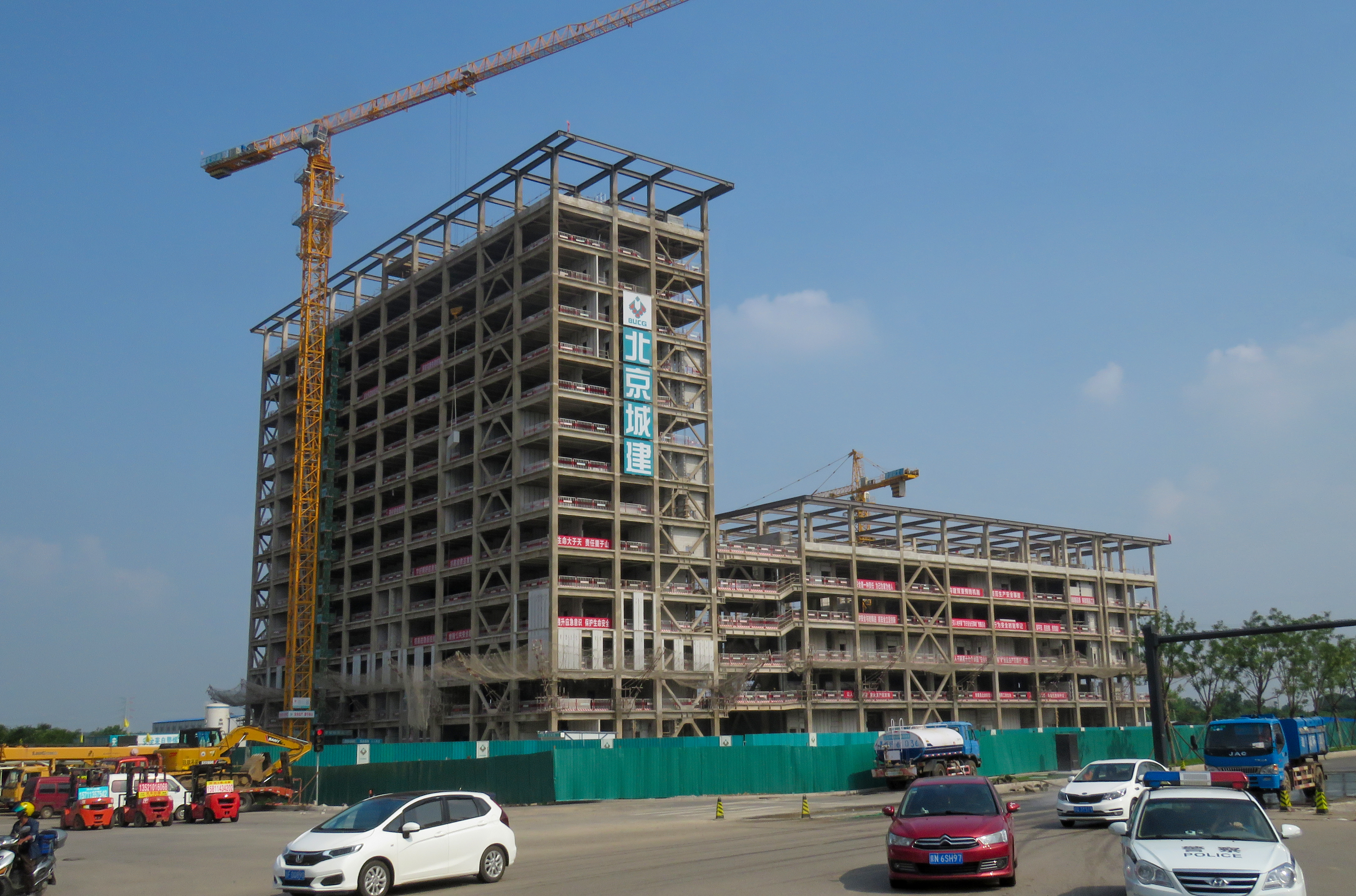
Khuôn viên phía Đông trong quá trình xây dựng vào tháng 7 năm 2018.

Hiện nay, Đại học Nhân dân Trung Quốc có hai khuôn viên hoạt động, một khuôn viên đang được xây dựng và một khuôn viên cũ.
- Khuôn viên chính nằm tại số 59 đường Trung Quan Thôn, quận Hải Điền, Bắc Kinh. Hầu hết các trường, phòng ban và viện nghiên cứu của trường đại học đều nằm ở đây.
  - Góc học tập tiếng Anh trong khuôn viên này rất nổi tiếng ở Bắc Kinh. Mỗi tối thứ Sáu, mọi người đều tụ tập tại Vườn Cứu Thế gần cổng phía đông để luyện tập tiếng Anh.[37]
  - Khuôn viên này có khoảng 1.165 sinh viên quốc tế, nhiều trong số đó đến từ Hàn Quốc. Có nhiều sinh viên Hàn Quốc đến mức Phòng ăn cho Sinh viên Quốc tế có thực đơn Hàn Quốc riêng bên cạnh thực đơn Trung Quốc truyền thống.
- Trường Đại học Nhân dân có một khuôn viên phụ tọa lạc tại Công viên Công nghiệp Tô Châu.[38]  Nơi đây là trụ sở của Viện Trung - Pháp RUC (IFC Renmin) và 900 sinh viên trong nước và quốc tế.[39] Ngoài ra, một số chương trình thạc sĩ Trung Quốc và Trung - nước ngoài của một số khoa của trường Đại học Nhân dân cũng được đặt tại cùng khuôn viên dưới sự giám sát của Trường Đại học Quốc tế RUC. Khuôn viên RUC Tô Châu là một phần của Khu Giáo dục Đại Học Tô Châu Độc Thư Hồ, cùng với các trường sau đại học hướng ngoại Trung - nước ngoài khác như Đại học Giao thông Tây An - Liverpool hoặc Trường Sau đại học Liên kết Đại học Đông Nam Giang Tô - Đại học Monash.[40]
- Hiện nay, Đại học Nhân dân Trung Quốc đang xây dựng khu trụ sở chính mới của mình tại Lộ Thành, quận Thông Châu, được đặt tên là "Khu Đông, nằm ở phía Đông của khu trung tâm Bắc Kinh.[41] Trường được đặt tại cùng một thị trấn với cơ quan chính quyền của thành phố Bắc Kinh, hiện đang lên kế hoạch di dời. Dự kiến sẽ hoàn thành vào cuối năm 2017.[42] Dự kiến sẽ hoàn thành vào cuối năm 2017.[43]
- Trước đây, Trường Đại học Nhân dân Trung Quốc có trụ sở chính nằm về phía đông của Tử Cấm Thành, quận Đông Thành. Hiện tại, tuy tài sản vẫn thuộc về trường, nhưng trụ sở này không được sử dụng cho mục đích giáo dục nữa.

## Văn hóa truyền thống
Trường Đại học Nhân dân Trung Quốc có khẩu hiệu là "Thật sự cầu thị";
hoạt động theo tinh thần "Định hướng học tập cho nhân dân và quản lý đất nước"; 
Mục tiêu đào tạo của trường là "tạo ra những cá nhân xuất sắc, trở thành gương mẫu cho cả nước và trụ cột của xã hội";
Lý tưởng quản lý của trường là "Vì nhân dân, hướng tới con người và đạo đức", điều này được thể hiện qua ba ký tự "人"  (nhân) trên huy hiệu của trường Đại học Nhân dân Trung Quốc.

### Ca khúc của trường
Trường Đại học Nhân dân Trung Quốc đã có nhiều phiên bản ca khúc, bao gồm: 
- "Ca khúc trường công lập Bắc Thiểm Tây" sáng tác tại Diên An vào năm 1937.
- "Ca khúc trường Đại học Liên hiệp Bắc Kinh" được sáng tác tại khu biên giới Sơn Tây-Sát Cáp Nhĩ-Hà Bắc vào năm 1937.
- "Ca khúc trường Đại học Bắc Kinh" được sáng tác tại Chính Định, Hà Bắc vào năm 1948.[45]
- "Ca khúc trường Đại học Nhân dân Trung Quốc" do Kỷ Bảo Thành sáng tác[46] "đã được chọn làm ca khúc của trường vào năm 2007, thay thế cho bài hát cũ mang đậu màu sắc màu sắc chính trị đã được áp dụng từ năm 1980.
- Năm 2017, "Ca khúc trường công lập Bắc Thiểm Tây" được xác định là ca khúc đại diện của Đại học Nhân dân Trung Quốc.

## Thứ hạng và danh tiếng
Trường Đại học Nhân dân Trung Quốc được xem là một trong những trường cạnh tranh khốc liệt nhất của đất nước vì chỉ tuyển sinh những thí sinh có điểm thi đạt top 0,1% trong mỗi tỉnh/thành phố. Nhiều bảng xếp hạng đánh giá Đại học Nhân dân Trung Quốc là một trong những trường đại học hàng đầu ở Trung Quốc đại lục. Năm 2015, Hiệp hội Cựu sinh viên Đại học Trung Quốc phối hợp với Trung tâm Giáo dục Trung Quốc xem xét việc xếp trường thứ hạng 5 trong tất cả các trường đại học Trung Quốc. Trong bảng xếp hạng Đại học Thế giới Times Higher Education năm 2014, Đại học Nhân dân Trung Quốc đứng thứ 5 tại Trung Quốc, sau các trường (Bắc Kinh, Thanh Hoa, Đại học Khoa học và Công nghệ Trung Quốc và Phục Đán) , xếp hạng #13 tại các nước đang phát triển, #32 ở châu Á và #226-250 trên toàn cầu.
Trong năm 2020, Đại học Nhân dân Trung Quốc đã được xếp hạng là một trong những trường đại học hàng đầu thế giới về trình độ học thuật trong bảng xếp hạng Đại học Thế giới QS. Các sinh viên tốt nghiệp của trường được đánh giá cao trong cả Trung Quốc và toàn cầu, bởi thứ hạng tốt nghiệp của trường được xếp hạng trong danh sách top 181-190 trường đại học toàn cầu với các sinh viên tốt nghiệp hàng năm, theo Bảng xếp hạng QS Graduate Employability Ranking 2022 .

### Thứ hạng ngành
Theo đánh giá mới nhất của Bộ Giáo dục Trung Quốc, RUC đứng hạng 1 trong số tất cả các trường đại học Trung Quốc với 9 ngành đào tạo gồm Kinh tế học lý thuyết, Kinh tế học ứng dụng, Luật học, Khoa học chính trị,  Xã hội học, Báo chí truyền thông, Lý thuyết thống kê, Quản trị kinh doanh và Quản lý hành chính công vụ.  RUC cũng được ban hành 25 ngành trọng điểm quốc gia (đứng hạng 5 của Trung Quốc), 13 cơ sở nghiên cứu chuyên môn quốc gia về Nhân văn học và Khoa học xã hội (đứng hạng 1 của Trung Quốc),  và 6 cơ sở giảng dạy và nghiên cứu quốc gia về các ngành nghệ thuật cơ bản (đứng hạng 1). Đại học Nhân dân đang dẫn đầu trong số các trường đại học Trung Quốc về số lượng các ngành học liên quan đến Khoa học xã hội và nghệ thuật cơ bản.  Ví dụ, trong Bảng xếp hạng các trường đại học Trung Quốc theo các ngành học đại học năm 2022 với 92 danh mục chuyên sâu,  Đại học Nhân dân có 25 ngành đứng hạng 1 trên toàn quốc, 48 ngành trong top 5 và 57 ngành trong top 10.
Theo bảng xếp hạng Đại học Thế giới theo từng chuyên ngành năm 2021, Đại học Nhân dân Trung Quốc được xếp hạng trong top 100 thế giới về các chuyên ngành liên quan đến "Nhân học Nghệ thuật" và "Khoa học và Quản lý xã hội". Trường cũng được xếp trong top 40 thế giới về Triết học,  top 80 về Khoa học Quản lý và top 51 thế giới về Nghiên cứu pháp luật.
Theo báo cáo của tờ Financial Times, Trường Kinh doanh Đại học Nhân dân Trung Quốc được xem là một trong 50 trường kinh doanh hàng đầu thế giới,  trong đó chương trình MBA toàn cầu của trường được xếp hạng thứ 38 trên thế giới, chương trình Thạc sĩ kinh doanh MBA được xếp hạng thứ 43 và chương trình Giáo dục điều hành được xếp hạng thứ 11 trên thế giới (cao nhất ở châu Á).
Đến năm 2022, tờ U.S. News & World Report xếp hạng Đại học Nhân dân Trung Quốc là trường đứng thứ 5 tại Trung Quốc, thứ 12 tại châu Á và thứ 83 trên toàn cầu về kinh tế và kinh doanh.
Đến năm 2022, theo Bảng xếp hạng Đại học Thế giới, Đại học Nhân dân Trung Quốc đứng thứ 35 trên thế giới về Quản lý hành chính công vụ, thứ 76 trên toàn cầu về Tài chính,thứ 101 về Kinh tế và Quản lý,  thứ 151 trên thế giới về Thống kê,  thứ 201 trên toàn cầu về Quản trị kinh doanh, Luật, Tâm lý học, Địa lí tài nguyên và môi trường và thứ 301 về Khoa học Chính trị, Khoa học Máy tính và Khoa học Vật liệu.

## Các giảng viên đáng chú ý
- Hoàng Đạt 黄达) - Giáo sư Emeritus, Trường Tài chính; Chủ tịch, Đại học Nhân dân Trung Quốc (1991-1994).
- Kim Thán Vinh (金灿荣) - Giáo sư, Trường Nghiên cứu Quốc tế.
- Lưu Tiểu Phong (刘小枫) - Giáo sư, Trường Văn học.
- Manuel Pérez García (马龙) - Nguyên Phó Giáo sư, Trường Nghiên cứu Quốc tế (2013-2017).
- Mao Thọ Long (毛寿龙) -  Giáo sư, Trường Quản lý hành chính công vụ.
- Bàn Túy Minh (潘绥明) - Giáo sư, Trường Xã hội học và Nghiên cứu Dân số, học giả nổi tiếng về tình dục học.
- Thời Âm Hoằng (时殷宏) - Giáo sư, Trường Nghiên cứu Quốc tế,[66] xem thêm:zh:时殷弘
- Tống Tân Ninh (宋新宁) -  Giáo sư Jean Monnet, Trường Nghiên cứu Quốc tế.
- Vương Lợi Minh (王利明) - Giáo sư và cựu Hiệu trưởng (2005-2009), Trường Luật, học giả nổi tiếng về Luật dân sự.
- Ôn Thiết Quân (温铁军) - Giáo sư và Hiệu trưởng, Trường Kinh tế nông nghiệp và Phát triển nông thôn.
- Ngô Hiểu Cầu (吴晓求) -  Giáo sư, Trường Tài chính.
- Dương Thụy Long (杨瑞龙) - Giáo sư và Hiệu trưởng, Trường Kinh tế.
- Baron von Pfetten (易思) - Giáo sư thỉnh giảng, Trường Kinh tế.
- Tăng Hiến Nghĩa (曾宪义) -  Giáo sư Emeritus và cựu Hiệu trưởng (1990-2005), Trường Luật, học giả nổi tiếng về lịch sử pháp luật.
- Trương Khang Chi (张康之) - Giáo sư tại Bộ môn Quản lý hành chính công vụ.
- Trương Minh (张鸣) - Giáo sư, Trường Nghiên cứu Quốc tế.
- Chu Hiếu Chính (周孝正) - Giáo sư, Trường Xã hội học và Nghiên cứu Dân số.

## Cựu sinh viên đáng chú ý
Từ năm 2017, Trường Đại học Nhân Dân đã có ít nhất 44 tỷ phú tốt nghiệp tại trường, đưa trường này vào vị trí thứ sáu trên toàn quốc, xếp sau Thanh Hoa, Bắc Kinh, Chiết Giang, Phục Đán và Giao thông Thượng Hải.

### Cán bộ giảng dạy
- Lưu Vũ (刘瑜) - Nhà khoa học chính trị tại Đại học Thanh Hoa, tác giả của cuốn sách bán chạy nhất trên toàn quốc - "Details of Democracy." Liu đã đạt được bằng Tiến sĩ tại Đại học Columbia, hoàn thành khóa học Tiến sĩ tại Harvard và giảng dạy tại Đại học Cambridge trong ba năm.
- Tiền Lý Quần  (钱理群) - Giáo sư, Khoa Ngôn ngữ và Văn học Trung Quốc, Đại học Bắc Kinh.
- Ngô Thụ Thanh (吴树青) - Chủ tịch Đại học Bắc Kinh (1989-1996), nhà kinh tế học.
- Châu Văn Thông  (郑文通) - Giáo sư Khoa Luật thuộc Đại học Florida Levin, ông đã đạt được bằng Tiến sĩ ngành kinh tế tại Đại học Stanford.
- Châu Kỳ Nhân (周其仁) - Nhà kinh tế học (Tiến sĩ, Đại học California, Los Angeles), Giám đốc Trường Phát triển Quốc Gia (trước đây được biết đến với tên gọi Trung tâm Nghiên cứu Kinh tế Trung Quốc, CCER), Đại học Bắc Kinh.
- Triệu Đình Dương (趙汀陽) - Triết gia chính trị tại Viện Khoa học Xã hội Trung Quốc.

### Luật pháp và Chính trị
- Hàn Tự (韩叙) - Đại sứ đến thăm Hoa Kỳ (1985-1989).
- Lưu Diên Đông (刘延东) -Nữ chính trị gia có quyền lực cao nhất hiện nay tại Trung Quốc và là người phụ nữ duy nhất có ghế trong Bộ Chính trị.
- Mã Khải (马凯) - Chủ tịch Ủy ban Cải cách và Phát triển Quốc gia (2003-2008).
- Tiêu Dương (肖扬) - Chánh án Tòa án Nhân dân Tối cao (1998-2003, 2003-2008).
- Vương Cửu Toàn (王如玄) - Bộ trưởng Bộ Lao động Đài Loan (2008-2012)..
- Trần Vũ Lộc (陈雨露) - Phó thống đốc Ngân hàng Nhân dân Trung Quốc (2015 - không rõ).
- Grace Mugabe - Cựu Đệ nhất phu nhân Zimbabwe (1996-2017)
- Lưu Hạc (刘鹤) -  Thành viên của Bộ Chính trị Đảng Cộng sản Trung Quốc, một trong những phó thủ tướng của Cộng hòa Nhân dân Trung Hoa và giám đốc Ủy ban Kinh tế Tài chính Trung ương.

### Kinh doanh và Truyền thông
- Đoàn Vĩnh Bình (段永平) - Nhà doanh nghiệp và nhà đầu tư, người sáng lập công ty Subor (tiếng Trung: 小霸王; bính âm: Xiǎo Bàwáng) và BBK (tiếng Trung: 步步高,; bính âm: Bù Bù Gāo). Duan và vợ Liu Xin quyên góp 30 triệu đô la Mỹ cho Đại học Nhân dân vào tháng 3 năm 2010..[68]
- Hồ Thư Lập (胡舒立) - Người sáng lập kiêm Tổng biên tập của tạp chí Tài Kinh, tạp chí tài chính phổ biến nhất đại lục.
- Lưu Lạc Phi (刘乐飞) - Chủ tịch, Quản lý Quỹ đầu tư Citic.
- Phan Công Thắng (潘功胜) -  Phó Chủ tịch điều hành Ngân hàng Nông nghiệp Trung Quốc.
- Vương Khánh (王庆) - Chuyên gia Kinh tế trưởng thuộc Morgan Stanley, Đại Trung Hoa (2007 - không rõ).[69]
- Hạng Tuấn Ba (项俊波) - Chủ tịch Ngân hàng Nông nghiệp Trung Quốc (2009 - không rõ).
- Tiêu Cảnh (肖钢) -  Chủ tịch Ngân hàng Trung Quốc (2003 - không rõ)
- Dương Vĩ Quang (杨伟光) - Chủ tịch Đài Truyền hình Trung ương Trung Quốc  (1991-1999).
- Trương Lợi (张磊) - Nhà sáng lập và Chủ tịch công ty đầu tư Hillhouse Capital Management, quyên góp 8.888.888 đô la Mỹ cho Khoa Quản lý - Đại học Yale vào năm 2010.
- Lưu Cường Đông (刘强东) - Nhà sáng lập và Chủ tịch trang JD.com, nền tảng thương mại điện tử B2C lớn nhất Trung Quốc.
- Lý Học Lăng (李学凌) - Nhà sáng lập và Tổng giám đốc của trang www.yy.com.

### Nhà hoạt động nhân quyền
- Phù Hy Thu (傅希秋) - Một trong số các nhà tổ chức của cuộc biểu tình tại Quảng trường Thiên An Môn vào năm 1989, ông đã sáng lập tổ chức China Aid nhằm hỗ trợ pháp lý cho những người bất đồng chính kiến tại Trung Quốc.

### Nhà văn
- Vương Tiểu Bạch (王小波) - Nhà văn hiện đại,có tầm ảnh hưởng đối với giới trẻ Trung Quốc. Ông cũng là chồng của Li Yinhe, một nhà xã hội học và chuyên gia tâm lý tình dục nổi tiếng.
- Trương Khiết (张洁) - Nhà văn, tốt nghiệp đại học RUC vào năm 1960 và đã đạt nhiều giải thưởng trong sự nghiệp của mình.

### Những cá nhân khác
- James Veneris và Samuel David Hawkins - Những người lính Mỹ tham gia Chiến tranh Triều Tiên và bị bắt giữ bởi Bắc Triều Tiên, sau đó đào ngũ sang Trung Quốc khi thỏa thuận ngừng bắn được công bố.
- Quách Tinh Tinh (郭晶晶) - Giành huy chương vàng và huy chương bạc trong hạng mục nhảy cao 3 mét tại Thế vận hội Mùa hè năm 2004, cùng với đồng đội của cô.
- Vương Quân Hạ (王军霞) -  Giành huy chương vàng và huy chương bạc tại hạng mục đua ngựa nữ tại Thế vận hội Mùa hè 1996; nữ vận động viên giữ kỷ lục chạy 10.000m từ năm 1993 với thời gian 29:31:78.
- Tăng Kim Diên (曾金燕) - Nhà hoạt động nhân quyền, một trong những người được tạp chí Time bình chọn là 100 người có ảnh hưởng nhất trên thế giới năm 2007; vợ của Hu Jia - người đoạt giải thưởng Giải thưởng Tự do Tư tưởng Sakharov năm 2008.
- Trương Chí Tân (张志新) - Nhà chính trị bị giam giữ và xử tử vì chỉ trích sùng bái cá nhân Mao Trạch Đông trong thời kỳ Cách mạng Văn hóa.
- Đại Dật (戴逸)- Nhà sử học
- Robert S. Paywala - Trợ lý tổng cục trưởng, phòng nghiên cứu hành chính, Tổ chức An sinh xã hội và Phúc lợi Quốc gia thuộc Cộng hòa Liberia.

## Phạm vi toàn cầu
Trường Đại học Nhân dân duy trì mối quan hệ hợp tác với nhiều trường đại học nổi tiếng trên thế giới, bao gồm Đại học Queen, Trường Luật Boston College, Đại học Columbia, Đại học Ludwig Maximilian Munich, Đại học Princeton, Đại học Geneva, Đại học McGill, Đại học Queen Mary, Đại học King's College, Đại học Waseda, Đại học Carleton, Đại học Chicago, Đại học Rutgers, Đại học Michigan và Đại học Yale.  Vào tháng 1 năm 2010, Zhang Le - cựu sinh viên của Trường Đại học Nhân dân và Trường Quản lý Yale (SOM) đã tặng cho SOM số tiền 8.888.888 đô la Mỹ, đây là khoản quà lớn nhất từ cựu sinh viên mà trường nhận được từ trước đến nay.
Từ năm 2010 trở đi, sinh viên và giảng viên Đại học Rutgers đã thường xuyên trao đổi với nhau thông qua quan hệ đối tác tại Đại học Nhân Dân. Trường được nhiều đại biểu nước ngoài yêu thích khi đến tham quan. Ví dụ, trong chuyến thăm Trung Quốc vào tháng 1 năm 2008, Thủ tướng Anh Gordon Brown đã đến Đại học Nhân dân cùng với Thủ tướng Trung Quốc Ôn Gia Bảo để giao lưu với sinh viên, học giả, vận động viên và doanh nhân.
Trường Đại học Nghiên cứu Quốc tế cung cấp chương trình cấp bằng kép Thạc sĩ tại Châu Á và Châu Âu với sự hỗ trợ từ trường Đại học King's College.
Sinh viên của Đại học Nhân dân tích cực tham gia vào các chương trình thực tập và trao đổi ở nước ngoài, bao gồm hội nghị thường niên về Mô hình Liên hợp quốc được tổ chức hàng năm tại thành phố New York.
Trung tâm Đại học Chicago tại Bắc Kinh đã được mở cửa từ tháng 9 năm 2010 và nằm tại Khu Văn hóa trong khuôn viên Đại học Nhân dân.

### Trung học phổ thông
Trường Trung học trực thuộc Đại học Nhân dân Trung Quốc   là một trong những trường phổ thông danh tiếng nhất tại Bắc Kinh,  và là đối tác của Học viện Phillips Andover tại Massachusetts, Học viện Phillips Exeter tại New Hampshire và Học viện Punahou tại Honolulu. 